# Dorcatominae
Dorcatominae es una subfamilia de escarabajos polífagos de la familia Ptinidae.

## Tribus
- Calymmaderini
- Cryptoramorphini
- Dorcatomini
- Petaliini
- Prothecini

## Géneros
| - Afropetalium - Anakania - Anisotheca - Anitys - Ascutotheca - Byrrhodes - Bythostethus - Caenocara - Calymmaderus - Calytheca - Condrotheca - Cryptoramorphus - Cyphanobium - Dimorphoteca - Dorcatoma | - Dorcatomiella - Eutylistus - Exopetalium - Fauvelinus - Leptobia - Masatierrum - Metadorcatoma - Metatheca - Methemus - Mirosternomorphus - Mirosternus - Mizodorcatoma - Mysticephala - Neobyrrhodes - Nesopetalium | - Nesotheca - Notiotheca - Ogmostethus - Parapetalium - Petalanobium - Petalium - Picatoma - Protheca - Pseudodorcatoma - Sculptotheca - Serianotus - Stagetodes - Stagetus - Stichtoptychus - Striatheca |